# World Wrestling Entertainment
A World Wrestling Entertainment (WWE) az amerikai tőzsdén jegyzett szórakoztató cég, amely elsősorban pankrációval foglalkozik. Ez a jelenlegi legnagyobb és legsikeresebb pankráció-promotercég; egy év alatt kb. 320 televíziós és nem televíziós eseményt rendez. Műsorukat kb. 36 millió néző több mint 150 országban követi nyomon. A cég székhelye Stamfordban található, de vannak irodái New Yorkban, Los Angelesben, Londonban, Sanghajban, Tokióban, Szingapúrban, Münchenben, Mumbaiban és Mexikóvárosban is. A céget Jess McMahon és Toots Mondt alapította 1952-ben Capitol Wrestling Corporation (CWC) néven. Ez később WWWF, WWF, majd WWE-re módosult. Mint a többi hivatásos pankrációval foglalkozó cég esetében, így a WWE-ről is tudni kell azt, hogy a show-k nem legitim sportversenyek, csupán szórakoztató, történetvezérelt, előre megírt és koreografált mérkőzések. A cég többségi tulajdonosa és vezérigazgatója jelenleg Vince McMahon.

## Történet
A WWE eredete 1952-ig nyúlik vissza. Ekkor hozta létre Jess McMahon és Toots Mondt a Capitol Wrestling Corporation (CWC)-t és csatlakoztak a National Wrestling Alliance (Országos Birkózó Szövetség, NWA)-hoz. 1954 novemberében Jess McMahon meghalt, így fia, Vincent James vette át a helyét. 1963-ban, McMahon és Mondt elhagyta a NWA-t, majd létrehozták a World Wide Wrestling Federation (WWWF)-t. 1971-ben újra csatlakoztak az NWA-hoz, majd 1979-ben a céget átnevezték World Wrestling Federation (WWF)-ra. Később Vincent J. McMahon fia, Vincent K. McMahon és felesége Linda is beszáll az üzletbe, majd 1979-ben létrehozzák a Titan Sports-t. 1982-ben átveszi apja helyét, és ezzel ő lesz a WWF új tulajdonosa. Eközben az USA-ban elkezdték sugározni a műsoraikat, s ezt a versenytársak nem nézték jó szemmel. Az American Wrestling Association (AWA)-tól pankrátorokat béreltek, akik később csatlakoztak is a szervezethez. Többek között innen került a céghez Roddy Piper, Hulk Hogan, Jesse Ventura, Jimmy Snuka, Don Muraco, Iron Sheik, Nyikolaj Volkoff, Paul Orndorff, Greg Valentine és Ricky Steamboat. Az országban elkezdtek turnézni, de az elsöprő sikert az 1985-ben megrendezett első WrestleMania aratta.
1992-ben a cég szteroidbotrányokba keveredett, majd a ’90-es évek végén új pankrátorokkal próbált megújulni, mint például Shawn Michaels, Bret Hart, Triple H, Diesel, The Undertaker. Eközben a WCW-vel rivalizáltak, főleg ami a televíziós adásokat illeti. Ennek köszönhetően a szervezethez korábbi WCW pankrátorok is csatlakoztak, mint például Big Van Vader vagy Steve Austin. 1997-ben kezdetét vette egy Bret Hart vs Vince McMahon viszály, aminek köszönhetően a nézettség megugrott, és győzelmet aratott a WCW felett. 2001 márciusában Ted Turner, a WCW tulajdonosa eladja a vállalkozását Vince McMahonnak, így a WWF lesz az egyedüli uralkodó. 2001-ben csődbe megy a ECW is, ám McMahon 2003-ban őket is felvásárolja.
2002 márciusában a WWF úgy döntött, hogy két külön show-t indít: RAW és SmackDown. Ennek következtében a pankrátorokat elosztották a két műsor között, melyek külön bajnoki öveket birtokoltak. 2002. május 5-én a cég neve World Wrestling Entertainment (WWE)-re módosult. A módosítás oka egyrészt az volt, hogy a WWF rövidítést más szervezet is használta (Wide Fund of Nature) és ezért beperelte őket, másrészt ezzel a szórakozást (entertainment) szerették volna hangsúlyozni.

## Jelenlegi műsorok

### RAW
A WWE RAW (magyarul Nyers Erő) egy szórakoztató, profi pankrációs TV műsor, amely minden hétfő este élőben látható a USA Network-ön (USA) és kedd hajnalban a Sky Sports-on (Egyesült Királyság). Ez a WWE legsikeresebb és leghosszabb sorozata, minden hétfőn új résszel. A show 1993. január 11-én indult és azóta ez a WWE zászlóshajója. A WWE Raw 2000-ben költözött a TNN-re majd 2003-ban a Spike TV-re. 2005. október 3-án a műsor visszatért a USA Network-re ahol azóta is fut. Az első adás óta 208 különböző arénából, 171 városból és 10 különböző országból (Amerikai Egyesült Államok, Kanada, Egyesült Királyság, Afganisztán, Irak, Dél-Afrika, Németország, Japán, Olaszország és Mexikó) sugározták az adást élőben. Az ezredik adás óta (2012. július 23-tól) a kettő órás műsoridőt megnövelték háromra. A WWE indított egy saját, online csatornát is, WWE Network névvel, melyen szinte az összes RAW rész megtalálható. Magyarországon a Viasat6 és az Eurosport is sugározta, magyar szinkronizálással. Jelenleg már csak az Aréna 4  közvetíti hétköznaponként 20:00 órai kezdéssel.

### SmackDown
A WWE SmackDown avagy Thursday Night SmackDown egy sportszórakoztató TV műsor, amit jelenleg a SyFy sugároz, de 2016-tól az USA Network-ön látható. Ez a WWE másik nagy sikerű sorozata, keddenként jelentkezik új részekkel. 1999 óta a SmackDown-t csütörtök esténként közvetítették, de 2005. szeptember 9-én a show átköltözött péntek estékre. A show eredetileg az USA-ban a UPN csatornán debütált 1999. április 29-én, de miután a UPN-t és a WB-t egyesítették, a SmackDown-t a The CW csatornán kezdték el sugározni 2006-ban. A show a CW-n maradt két évig, majd 2008 októberében átköltözött a MyNetworkTV-re. Két évig sugározták itt, majd 2010. október 1-jén újból más adóra költözött, a SyFy-ra. Az időeltolódások miatt a SmackDown premier néhány órával korábban volt Írországban és az Egyesült Királyságban és egy nappal korábban Ausztráliában, Indiában, Szingapúrban és a Fülöp-szigeteken, mint az USA-ban. 2016. július 19-től a SmackDown csütörtökről keddre költözik és élőben lesz látható az USA Network-ön. Ezzel a céghez visszatér a Brand Split, amely eljárásnak a lényege az, hogy elosztják a pankrátorokat véletlenszerűen a drafton a két adás között és a két roster külön bajnoki címekkel, PPV-adásokkal, a "négy nagy" pedig közös marad (Royal Rumble, Wrestlemaia, SummerSlam, Survivor Series). Egyes források szerint Vince McMahon ezzel akar végső csapást mérni a rivális TNA szervezetre. Az elmúlt pár évben sok volt TNA-s pankrátor csatlakoztt a WWE-hez (Sting, Samoa Joe, Austin Aries, AJ Styles, legújabban Eric Young és Bobby Roode).

### NXT
A WWE új sorozata 2010. február 23-tól, szerdánként új részekkel. Régebben szériákra volt bontva, de most már heti műsor lett, amit a USA Network sugároz. A WWE-nek tulajdonképp ez egy "fejlődési ága". A fiatalok és az újoncok itt bizonyíthatnak, majd innen felkerülhetnek a SmackDown-ra vagy a RAW-ra, ha jól teljesítenek. Korábban Florida Championship Wrestling néven futott, később nevezték át WWE NXT-re.Az NXT népszerűsége egyre nagyobb, köszönhetően a rengeteg tehetséges pankrátornak. Az utóbbi években számtalan ifjú titán került fel a Main Roster-re: Seth Rollins, Dean Ambrose, Roman Reigns, Bray Wyatt, Big E, Bo Dallas, Neville, Kevin Owens, Sami Zayn, Apollo Crews, Tyler Breeze, Baron Corbin. A csapatok közül: SAWFT, Lucha Dragons, Wyatt Family, The Vaudevillains, The Ascension, American Alpha. A nők közül: Paige, Charlotte Flair, Sasha Banks, Becky Lynch, Emma, Dana Brooke.

### Tough Enough
2001. június 21-én indult. Először az MTV és az UPN, jelenleg pedig az USA Network sugározza. Tulajdonképp egy valóságshow, egy fiatal tehetségeket kereső műsor. A szereplőknek különböző próbákat kell kiállniuk.

### Total Divas
A Total Divas egy amerikai televíziós valóság sorozat, premierje 2013. július 28-án volt. A sorozat nézői bepillanthatnak a kulisszák mögé, és figyelemmel kísérhetik a dívák életét.

## Rendezvények, események

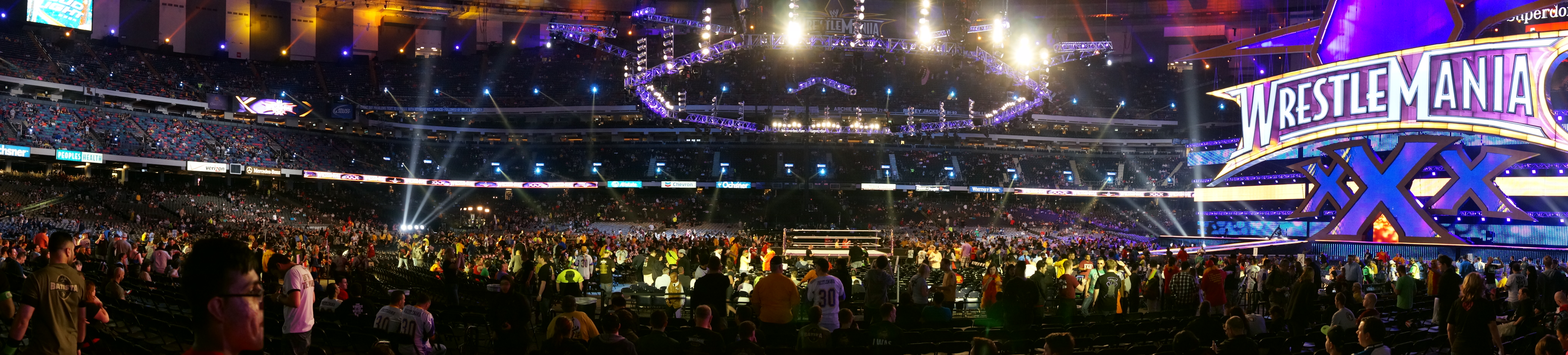
WrestleMania XXX 2014-ben

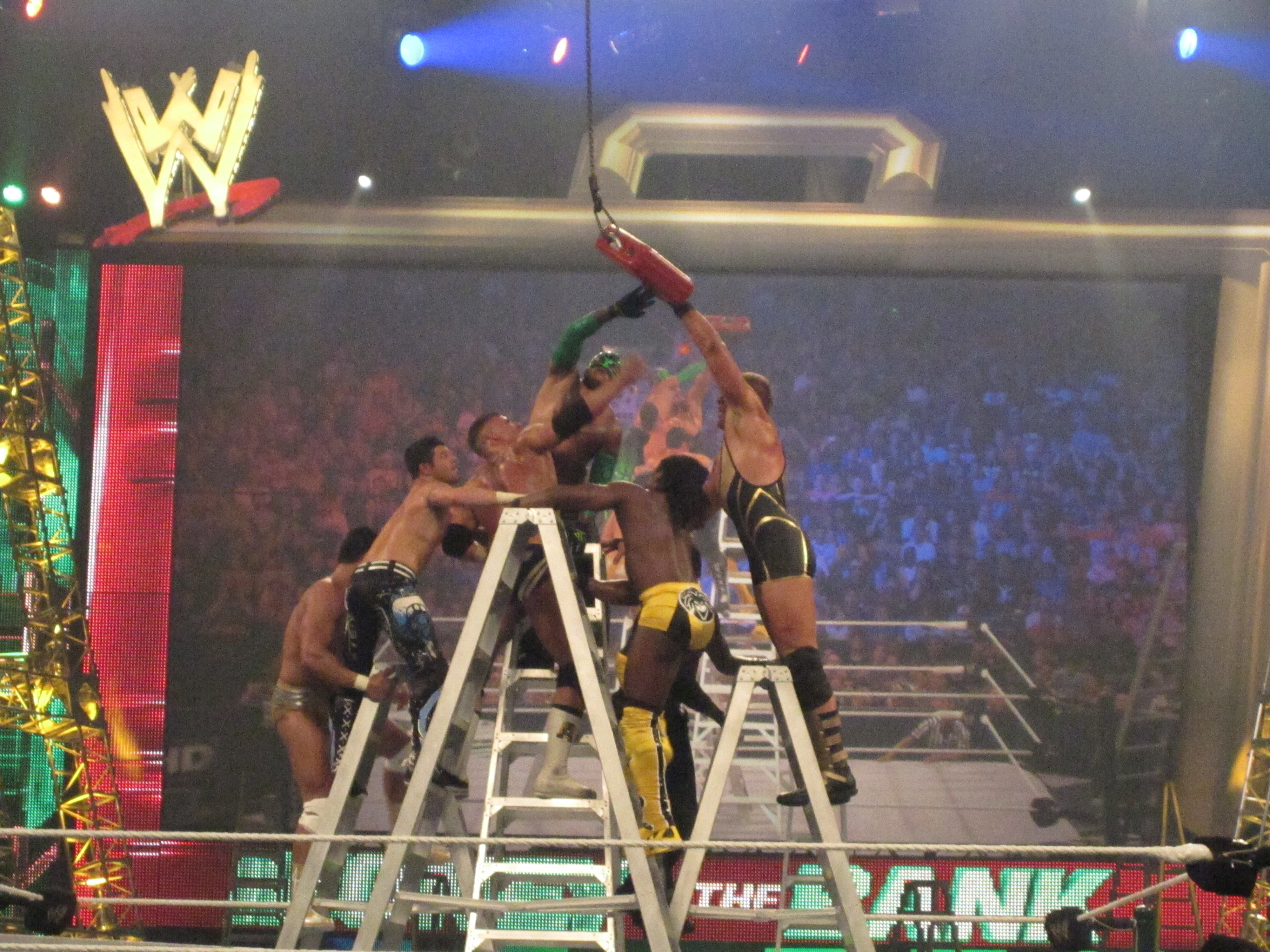
MITB meccs 2011-ben

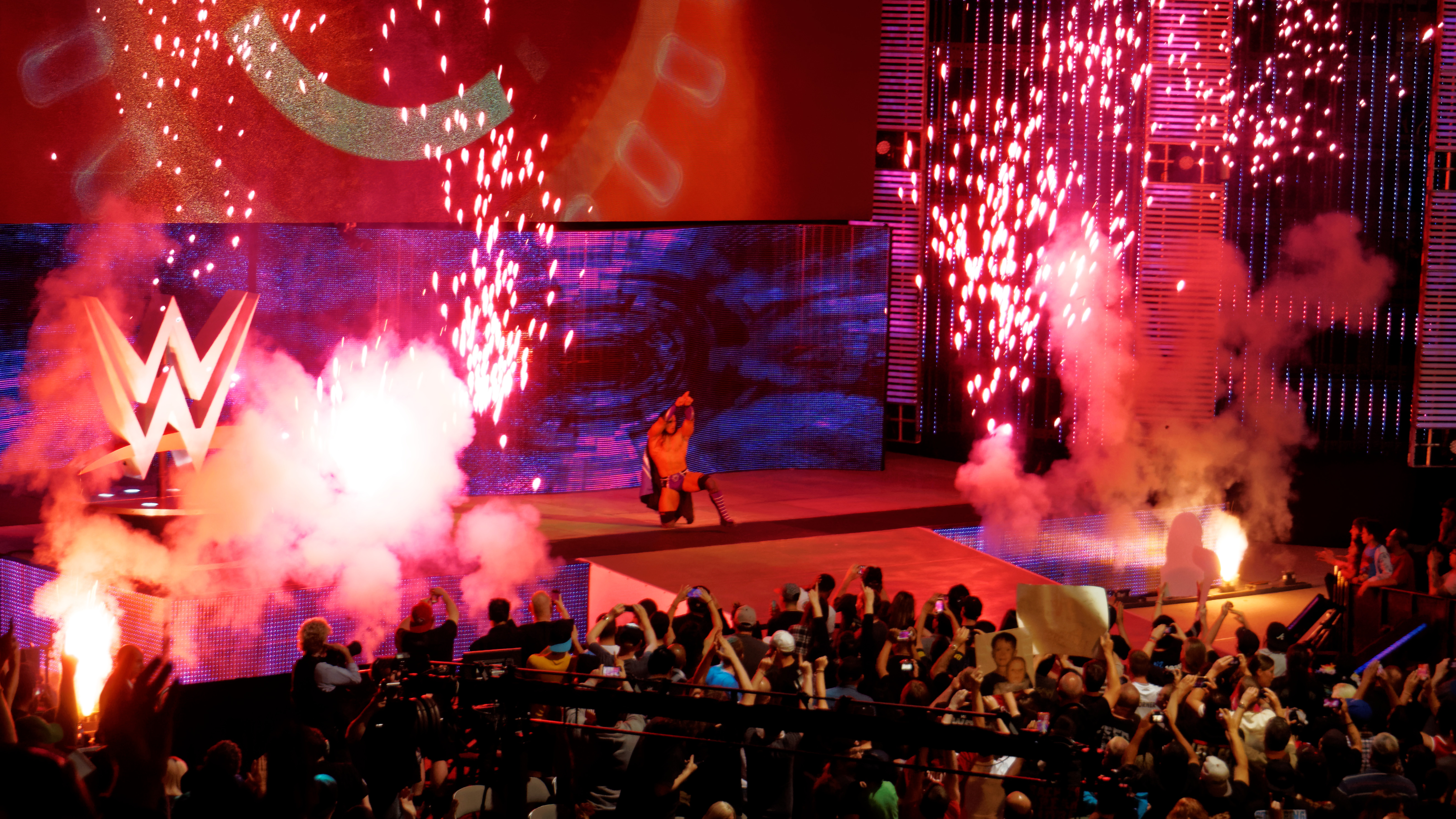
Tűzijáték és különböző effektek

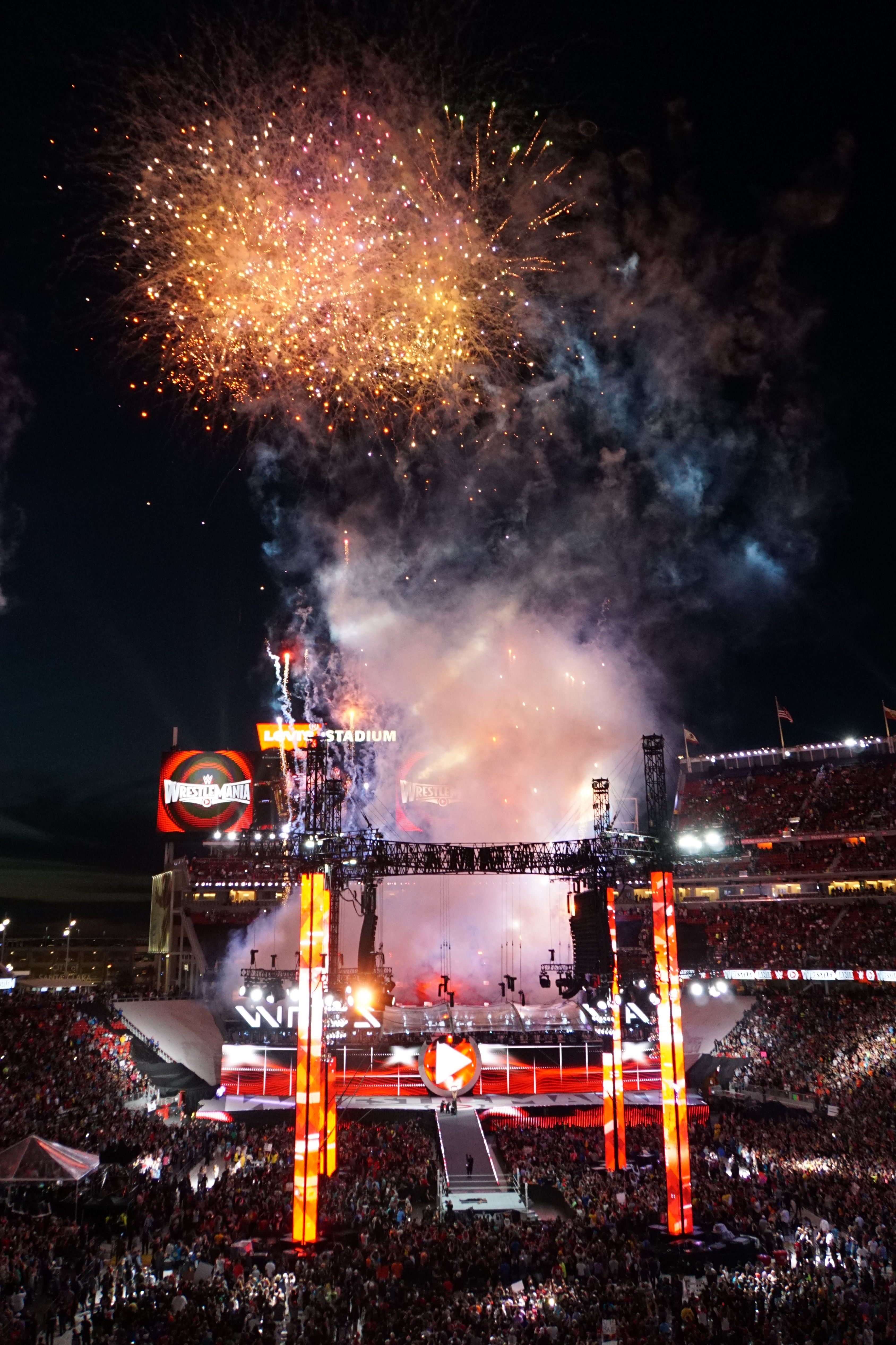
Wrestlemania 31 2015-ben

A WWE 1980 óta sugározza nagyobb rendezvényeit. Ezt angolul PPV (pay-per-view) eventnek nevezik, hiszen az eseményeket a televízióban is meg lehet tekinteni. Az események jellemzően három óra hosszúak, és általában itt rendezik meg a címmeccseket is. Kezdetekben csak "négy nagy" esemény volt: Royal Rumble, WrestleMania, SummerSlam és a Survivor Series. Az 1990-es években a PPV-k száma bővült, majd 2006-ban elérte a csúcspontját, amikor már 16 darab PPV került megrendezésre: New Year's Revolution, Royal Rumble, No Way Out, WrestleMania, Backlash, Judgment Day, One Night Stand, Vengeance, The Great American Bash, SummerSlam, Unforgiven, No Mercy, Cyber Sunday, Survivor Series, December to Dismember és az Armageddon. 2012-től az események száma lecsökkent 12-13 darabra, ami nagyjából azt jelenti, hogy havonta rendeznek egyet. Az említett nagy eseményeken kívül, az országok közötti turnézásuk során rendeznek úgynevezett "Live Event"-eket is. Ezek nem kapcsolódnak szorosan a nagyobb PPV-k történetéhez, és a televízió sem sugározza őket.

### Royal Rumble
A Royal Rumble az egyik legnépszerűbb rendezvény. A különböző címmeccseken túl rendeznek egy Royal Rumble (Battle Royal) meccset is. Ezen a meccsen 30 pankrátor vesz részt, akiket nem egyszerre, hanem bizonyos időközönként, egyesével engednek be. A versenytársakat csak felső kötélen át lehet kiejteni úgy, hogy annak mindkét lába érintse a padlót. A Royal Rumble meccs győztese megküzdhet a WWE nehézsúlyú világbajnoki címért a WrestleMania-n. Az első Royal Rumble 1988. január 24-én volt; azóta mindig januáronként kerül megrendezésre.

### Money in the Bank
A Money in the Bank (magyarul Fogd a pénzt) egy különleges rendezvény. A különböző címmeccseken túl rendeznek egy Money in the Bank létrameccset is. A meccs lényege az, hogy a létra segítségével le kell szedni azt a táskát, ami a ring fölött lóg. Ez nem olyan egyszerű, mivel egyszerre 6 pankrátor van a ringben. Aki megnyeri a táskát, az lehetőséget kap bárhol és bármikor egy címmeccshez, hiszen a táskában egy szerződés van. Ez a meccstípus 2005-ben debütált a WrestleMania 21-en; ám 2010-től külön PPV rendezvényként szerepel.

### WrestleMania
Az események közül kiemelkedik a WrestleMania, ami az egyik legsikeresebb és legnagyobb rendezvény nem csak a WWE-ben, hanem az egész világon. (Például 2014-ben, a Mercedes-Benz Superdome-ban megrendezett WrestleMania XXX-en 75.167 rajongó vett részt, a televízióban pedig több millióan követték nyomon szerte a világon.) A címmeccseken túl híres színészek és énekesek is felbukkannak a műsorban. Ez a WWE legrangosabb rendezvénye, mondhatni a pankrációzás Super Bowl-ja. Az első WrestleMania 1985-ben volt; azóta mindig március végén/április elején rendezik meg.

### Elimination Chamber
Az Elimination Chamber, magyarul a Végzet Kalitkája szintén egy különleges rendezvény. Ezen a PPV-n – a különböző címmeccseken túl- rendeznek egy Elimination Chamber meccset is. Ezen a mérkőzésen 6 pankrátor csap össze egy acélketrecben. Először ketten indítják a küzdelmet. A maradék 4 ember a ketrec 4 sarkában, egy kalitkában várja, hogy beléphessen a szorítóba. A kalitkákat bizonyos időközönként (4-5 perc) nyitják ki, véletlenszerűen. Az első ilyen rendezvény 2010. február 21-én volt. A WrestleMania előtt itt kell megvédenie a WWE bajnoknak a címét.

### SummerSlam
Az első ilyen rendezvény 1988. augusztus 29-én volt, azóta mindig augusztus végén rendezik meg. Ez a nyár legnagyobb rendezvénye, így kemény bajnoki címmeccsekre lehet számítani, melyet váratlan fordulatok fűszereznek.

### 2022-es rendezvények
| Esemény neve              | Dátum         | Város                      | Főmérkőzés |
| ------------------------- | ------------- | -------------------------- | --- |
| Day 1                     | Január 1.     | Atlanta, Georgia           | Brock Lesnar VS Big E(c.) VS Seth Rollins VS Kevin Owens VS Bobby Lashley a WWE bajnoki címért                                                                                          |
| Royal Rumble              | Január 29.    | St. Louis, Missouri        | 30 emberes férfi Royal Rumble mérkőzés |
| Elimination Chamber       | Február 19.   | Jeddah, Szaúd-Arábia       | Brock Lesnar VS Bobby Lashley(c.) VS Riddle VS Austin Theory VS Seth Rollins VS AJ Styles Elimination Chamber meccs a WWE bajnoki címért                                                |
| NXT Stand & Deliver       | Április 2.    | Dallas, Texas              | Dolph Ziggler(c.) VS Bron Breakker az NXT bajnoki címért |
| Wrestlemania 38           | Április 2-3.  | Arlington, Texas           | 1. Este: "Stone Cold" Steve Austin VS Kevin Owens No Holds Barred mérkőzés 2. Este: Roman Reigns(c.) VS Brock Lesnar(c.) a Universal és WWE bajnoki cím egyesítő mérkőzés               |
| Wrestlemania Backlash     | Május 8.      | Providence, Rhode Island   | The Bloodline (Roman Reigns & The Usos) VS Drew McIntyre & RK-Bro (Randy Orton & Riddle)                                                                                                |
| NXT In Your House         | Június 4.     | Orlando, Florida           | Bron Breakker(c.) VS Joe Gacy az NXT bajnoki címért |
| Hell in a Cell            | Június 5.     | Rosemont, Illinois         | Cody Rhodes VS Seth Rollins Hell in a Cell mérkőzés |
| Money in the Bank         | Július 2.     | Las Vegas, Nevada          | Drew McIntyre VS Madcap Moss VS Omos VS Riddle VS Sami Zayn VS Seth "Freakin" Rollins VS Sheamus VS Theory 8 emberes Money In The Bank létrás mérkőzés                                  |
| Summerslam                | Július 30.    | Nashville, Tennessee       | Roman Reigns(c.) VS Brock Lesnar Last Man Standing meccs az egyesített WWE Universal bajnoki címért                                                                                     |
| Clash at the Castle       | Szeptember 3. | Cardiff, Wales             | Roman Reigns(c.) VS Drew McIntyre meccs az egyesített WWE Universal bajnoki címért |
| NXT Worlds Collide        | Szeptember 4. | Orlando, Florida           | Bron Breakker(c.) VS Tyler Bate(c.) NXT és NXT UK bajnoki cím egyesítő mérkőzés |
| Extreme Rules             | Október 8.    | Philadelphia, Pennsylvania | Matt Riddle VS Seth "Freakin" Rollins Fight Pit meccs |
| NXT Halloween Havoc       | Október 22.   | Orlando, Florida           | Bron Breakker(c.) VS Ilja Dragunov VS JD McDonagh 3 emberes meccs az NXT bajnoki címért                                                                                                 |
| Crown Jewel               | November 5.   | Rijád, Szaúd-Arábia        | Roman Reigns(c.) VS Logan Paul meccs az egyesített WWE Universal bajnoki címért |
| Survivor Series: WarGames | November 26.  | Boston, Massachusetts      | The Brawling Brutes (Sheamus, Ridge Holland & Butch), Drew McIntyre & Kevin Owens VS The Bloodline (Roman Reigns, Solo Sikoa, Sami Zayn & The Usos (Jimmy Uso & Jey Uso) WarGames meccs |
| NXT Deadline              | December 10.  | Orlando, Florida           | Bron Breakker(c.) VS Apollo Crews meccs az NXT bajnoki címért |

### 2023-as rendezvények
| Esemény neve                | Dátum          | Város                     | Főmérkőzés |
| --------------------------- | -------------- | ------------------------- | --- |
| Royal Rumble                | Január 28.     | San Antonio, Texas        | Roman Reigns(c.) VS Kevin Owens meccs az egyesített WWE Universal bajnoki címért |
| NXT Vengeance Day           | Február 4.     | Charlotte, Észak-Karolina | Bron Breakker(c.) VS Grayson Waller Steel Cage meccs az NXT bajnoki címért |
| Elimination Chamber         | Február 18.    | Montréal, Québec, Kanada  | Roman Reigns(c.) VS Sami Zayn meccs az egyesített WWE Universal bajnoki címért |
| NXT Stand & Deliver         | Április 1.     | Los Angeles, Kalifornia   | Bron Breakker(c.) VS Carmelo Hayes meccs az NXT bajnoki címért |
| WresleMania 39              | Április 1-2.   | Inglewood, Kalifornia     | 1. Este: The Usos (Jimmy Uso & Jey Uso)(c.) VS Kevin Owens & Sami Zayn az egyesített Tag Team övekért 2. Este: Roman Reigns(c.) VS Cody Rhodes meccs az egyesített WWE Universal bajnoki címért |
| Backlash                    | Május 6.       | San Juan, Puerto Rico     | Cody Rhodes VS Brock Lesnar Singles meccs |
| Night of Champions          | Május 27.      | Jeddah, Szaúd-Arábia      | Kevin Owens & Sami Zayn(c.) VS The Bloodline (Roman Reigns & Solo Sikoa) (Paul Heyman-nel) Tag Team mérkőzés az egyesíttet Tag Team övekért                                                     |
| NXT Battleground            | Május 28.      | Lowell, Massachusetts     | Carmelo Hayes(c.) (Trick Williams-szel) VS Bronn Breakker Singles meccs az NXT bajnoki címért                                                                                                   |
| Money in the Bank           | Július 1.      | London, Anglia            | The Usos (Jimmy Uso & Jey Uso) VS The Bloodline (Roman Reigns & Solo Sikoa) (Paul Heyman-nel) "Bloodline Civil War" Tag Team mérkőzés                                                           |
| NXT The Great American Bash | Július 30.     | Cedar Park, Texas         | Carmelo Hayes(c.) (Trick Williams-szel) VS Ilja Dragunov Singles meccs az NXT bajnoki címért |
| SummerSlam                  | Augusztus 5.   | Detroit, Michigan         | Roman Reigns(c.) (Paul Heyman-nel) VS Jey Uso Singles meccs az egyesített WWE Universal címért és az Anoa'i család törzsfőnökének elismeréséért.                                                |
| Payback                     | Szeptember 2.  | Pittsburgh, Pennsylvania  | Seth "Freakin" Rollins(c.) VS Shinsuke Nakamura Singles meccs a World Heavyweight bajnoki címért                                                                                                |
| NXT No Mercy                | Szeptember 30. | Bakersfield,Kalifornia    | Becky Lynch(c.) VS Tiffany Stratton Extreme Rules meccs az NXT Women's bajnoki címért |
| Fastlane                    | Október 7.     | Indianapolis, Indiana     | The Judgement Day (Finn Bálor & Damien Priest)(c.) VS Cody Rhodes és Jey Uso az egyesített WWE Tag Team bajnoki címekért                                                                        |
| Crown Jewel                 | November 4.    | Jeddah, Szaúd-Arábia      | |
| Survivor Series             | November 25.   | Rosemont, Illinois        | |
| NXT Deadline                | December 9.    | Bridgeport, Connecticut   | |

## Bajnoki címek

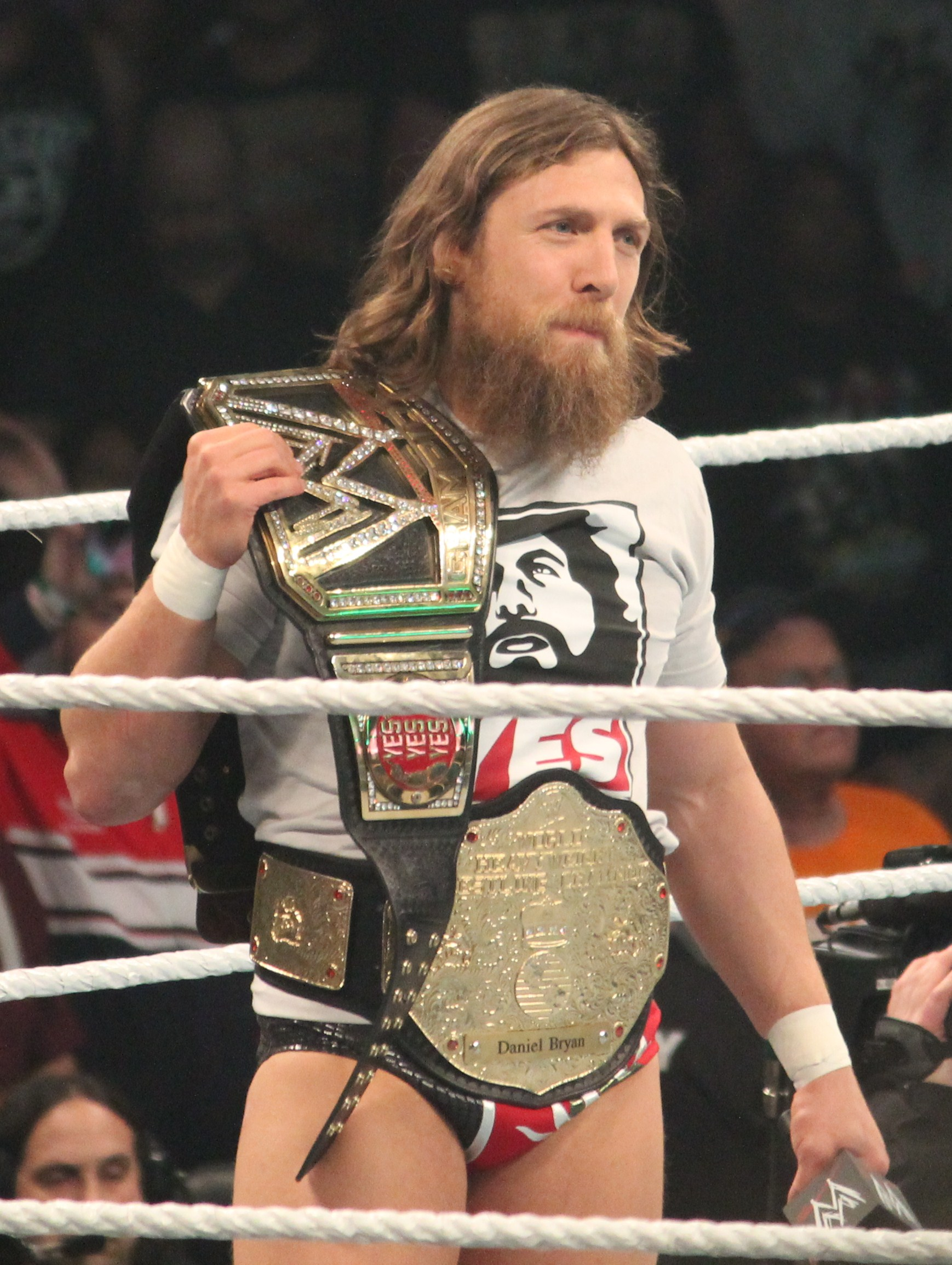
Daniel Bryan, Undisputed bajnok 2014-ben

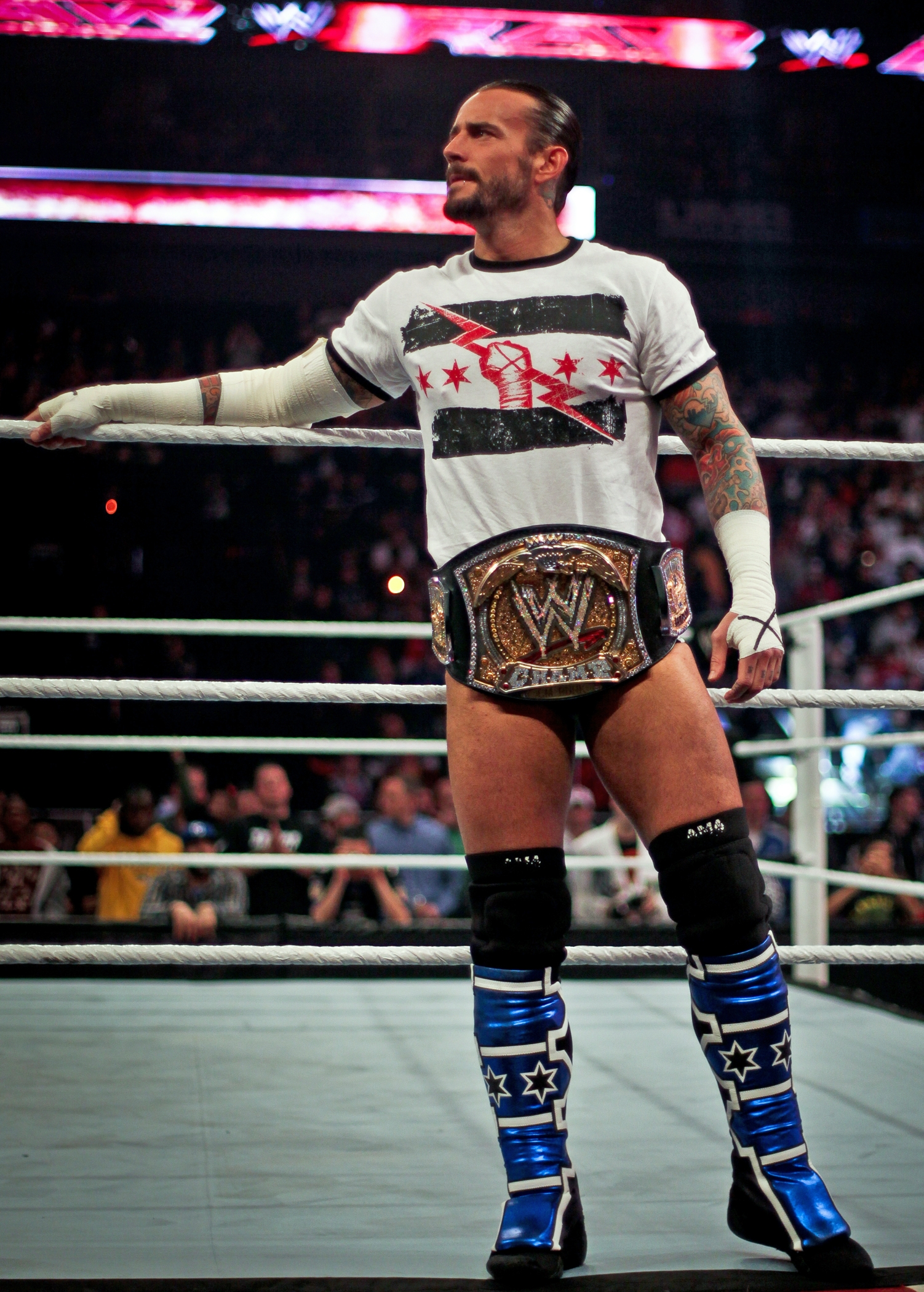
CM Punk, WWE bajnok 2012-ben

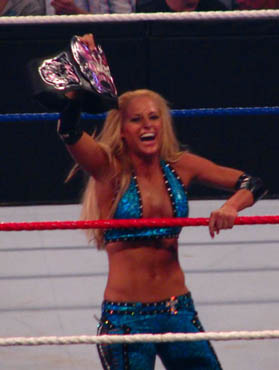
Michelle McCool, Díva bajnok 2008-ban

### WWE World Heavyweight Championship
A WWE nehézsúlyú világbajnoki cím jelenleg a legismertebb, a legnagyobb ranggal járó főöv a WWE-nél. 2013. december 15-én, a TLC-n egyesítették a WWE Championship-et és a World Heavyweight Championship-et; így lett belőle 1 darab öv, a neve pedig WWE World Heavyweight Championship. Az új egyesített övet először Randy Orton, később pedig Daniel Bryan, John Cena, Brock Lesnar, Seth Rollins, Sheamus, Roman Reigns, Triple H és Dean Ambrose is magáénak tudhatták. Jelenleg a Smackdown legrangosabb övének számít, hiszen 2016. július 19-én lekerült a SmackDown-ba, a márka újbóli bevezetését követően.

#### WWE Championship
A WWE bajnoki öv egyike volt annak a két legnagyobb címnek, amit a WWE-nél meg lehetett megszerezni. 1963. április 29-én hozták létre, első tulajdonosa Buddy Rogers volt. Azóta több ráncfelvarráson ment keresztül, és számtalan embernél megfordult: Hulk Hogan, Bruno Sammartino, Ric Flair, Bret Hart, Shawn Michaels, Sycho Sid, Yokozuna, Ultimate Warrior, Pedro Morales, Steve Austin, Undertaker, Mankind, The Rock, Kane, Triple H, Kurt Angle, Brock Lesnar, Edge, Randy Orton, Sheamus, Batista, The Miz, CM Punk, Rey Mysterio, Alberto Del Rio, Big Show, Daniel Bryan, John Cena. 2013-ban egyesítették a nehézsúlyú bajnoki övvel.

#### World Heavyweight Championship
A nehézsúlyú bajnoki öv egyike volt annak a két legnagyobb címnek, amit a WWE-nél meg lehetett megszerezni. 2001-ig a WCW tulajdonában volt, és WCW World Heavyweight Championship néven futott. Eredetileg a Smackdown legnagyobb övének szánták, mivel RAW-nak már ott volt a WWE Bajnoki öv. Ezt a nagy, arany színű övet 2002. szeptember 2-án vezették be a WWF-ben, első tulajdonosa Triple H volt. (Eric Bischoff, az egykori igazgató csak úgy odaadta neki.) 2013-ban egyesítették a WWE bajnoki övvel, ám ez idő alatt számtalanszor cserélt gazdát: Shawn Michaels, Goldberg, Chris Benoit, Randy Orton, Edge, Kane, Batista, CM Punk, Chris Jericho, Undertaker, Jeff Hardy, Dolph Ziggler, Christian, Big Show, Alberto Del Rio, Rey Mysterio, Jack Swagger, Sheamus, Mark Henry, John Cena.

### WWE Intercontinental Championship
Az interkontinentális bajnoki öv egy másodlagos cím, de mondhatni "ugródeszka" a WWE főöv felé. A "interkontinentális" jelző eredetileg Észak- és Dél-Amerikára utalt, azonban 1985-ben az övet áttervezték, és a fehér színű övbe szimbólumként belekerült egy Földet ábrázoló térkép. 1979. szeptember 1-jén Pat Patterson szerezte meg először ezt az övet, ám azóta sok embernél megfordult: Pedro Morales, Don Muraco, Tito Santana, Mr. Perfect, Bret Hart, Owen Hart, Edge, Rob Van Dam, Christian, Razor Ramon, Shawn Michaels, Triple H, The Rock, Goldust, Jeff Jarrett, Steve Austin, Chris Jericho, Chris Benoit, Chyna, Eddie Guerrero, Kofi Kingston, Randy Orton, Rey Mysterio, Umaga, Shelton Benjamin, The Miz, Wade Barrett, Luke Harper, Big E. Langston, Curtis Axel, Dolph Ziggler, Daniel Bryan, Ryback, Kevin Owens és Dean Ambrose, Kane, Seth Rollins.

### WWE United States Championship
Az Egyesült Államok bajnoki öv (avagy más néven országos bajnoki öv) szintén egy másodlagos cím a WWE-nél. 1975. január 1-jén hozták létre, eredetileg a Mid-Atlantic Championship Wrestling (később Jim Crockett Promotions és World Championship Wrestling) támogatása céljából. Először tehát NWA United States nehézsúlyú bajnoki öv néven vált ismertté, később pedig WCW United States nehézsúlyú bajnoki öv néven futott. 2001-ben a WWF tulajdona lett, majd 2001. november 18-án, a Survivor Series-en egyesítették az interkontinentális övvel, ahol Edge nyert. Egy rövid időre az öv tehát megszűnt, azonban 2003 júliusában "újjáélesztették" a Vengeance rendezvényen, ahol Eddie Guerrero lett az új öv első tulajdonosa. 2009-ig csak a SmackDown-ban volt látható, azonban később átkerült a RAW-ra is. Az öv elején amerika zászlaja, az oldalán pedig a Szabadság-szobor szimbóluma látható. Harley Race szerezte meg először ezt az övet, ám a több mint három évtized alatt számtalan embernél megfordult: Bret Hart, Ric Flair, Lex Luger, Wahoo McDaniel, Ricky Steamboat, Blackjack Mulligan, Johhny Valentine, Scott Hall, Terry Funk, Chris Benoit, Lance Storm, Goldberg, Jeff Jarrett, Booker T, The Miz, Daniel Bryan, Sheamus, Kofi Kingston, Dolph Ziggler, Zack Ryder, Jack Swagger, Santino Marella, Antonio Cesaro, Dean Ambrose, Rusev, John Cena, Seth Rollins, Alberto Del Rio, Kalisto, Roman Reigns, Chris Jericho, Kevin Owens, AJ Styles, Baron Corbin, Robert Roode, Randy Orton, Jinder Mahal, Jeff Hardy, Shinsuke Nakamura, R-Truth, Samoa Joe, Rey Mysterio, Ricochet, Andrade, Apollo Crews, Bobby Lashley, Riddle és Damian Priest.

### WWE Tag Team Championship
A WWE Tag Team öv az egyetlen csapatcím a WWE-nél. A 2 tagból álló csapatok küzdhetnek meg érte. 2002. október 20-án hozták létre a SmackDown csapatának azzal céllal, hogy kiegészítse az eredeti World Tag Team Championship-et, mivel az átkerült a RAW-ra. 2002-ben, a No Mercy-n Kurt Angle és Chris Benoit csapata nyerte meg először ezt az övet. 2009. április 5-én, a WrestleMania XXV-en egyesítették a két tag team övet, s ezzel az új egyesített bajnok a The Colóns (Carlito és Primo) csapat lett. Az övet ez idő alatt sok csapat birtokolta, például a Nexus, D-Generation X, The New Age Outlaws, The Usos, Air Boom, ShoMiz, Jeri-Show, MNM, Los Guerreros, Team Hell No, Goldust és Stardust, The Miz és Damien Mizdow, Roman Reigns és Seth Rollins, Kofi Kingston és R-Truth, Epico és Primo, Big Show és Kane, Chris Jericho és Edge, Edge és Christian, The New Day, The Prime Time Players. A rekordot Edge tartja, 14x kaparintotta meg.

### WWE Divas Championship
A WWE Díva bajnoki öv eredetileg a SmackDown női csapatának készült 2008. július 20-án. Első tulajdonosa Michelle McCool volt. 2010. szeptember 19-én, a Night of Champions-on egyesítették a Női bajnoki (WWE Women's Championship) övvel, mely 1956-tól az egyik legfontosabb női cím volt. Michelle McCool ezt a meccset is megnyerte, így az első díva bajnoki cím mellett ő lett az első egyesített díva bajnok is. Az övet sok díva birtokolta napjainkig: Maryse, Mickie James, Jillian, Melina, Eve Torres, Alicia Fox, Natalya, Brie Bella, Kelly Kelly, Beth Phoenix, Nikki Bella, Layla, Kaitlyn, AJ Lee, Paige és Charlotte. Az övet Charlotte 2016. április 3-án, a Wrestlemania 32-n védte volna meg Becky Lynch és Sasha Banks ellen, de a címet a meccs előtt visszavonultatták, a mérkőzés győztese pedig egy új övet szerezhetett meg. Charlotte legyőzte ellenfeleit, ezzel nem csak az utolsó WWE Díva bajnok lett, hanem a legelső WWE RAW Női bajnok is.

### WWE RAW Women's Championship
A WWE RAW Női bajnoki címet 2016. április 3-ára, a Wrestlemania 32-re tervezték (a Díva bajnoki cím helyettesítésére) és napjainkig a RAW adás egyéni női bajnoki címe. Az öv első tulajdonosa Charlotte volt. 2016. Hell in a Cell-en elsőként lett női meccs egy WWE PPV főmeccse. az első Hell in a Cell meccset Charlotte nyerte, aminek tétje szintén a RAW Női cím volt. 2018-ban Alexa Bliss védte meg a bajnoki címet a legelső női Elimination Chamber meccsben. 2019-ben történelmi pillanat volt a női professzionális bírkőzásban, amikor a Wrestlemania 35-öt női meccs main event-elte, aminek tétje a RAW & SmackDown Női bajnoki övek voltak. Az övet eddig 9 pankrátorhölgy birtokolta: Charlotte Flair, Sasha Banks, Bayley, Alexa Bliss, Nia Jax, Ronda Rousey, Becky Lynch, Asuka, Rhea Ripley, Nikki A.S.H. és Bianca Belair.

### WWE Universal Champion
WWE Univerzális bajnoki címet 2016. július 19-én hozták létre a SmackDown márka újbóli bevezetését követően. Jelenleg az egyik legrangosabb címet tölti be a SmackDown műsorában. Első tulajdonosa Finn Bálor lett a SummerSlam rendezvényen, de lesérült, így pár nappal később Kevin Owens nyerte el a címet. Ezt követően több szupersztár birtokolta már, többek között Goldberg, Brock Lesnar, Roman Reigns, Seth Rollins, "The Fiend" Bray Wyatt és Braun Strowman.

### WWE SmackDown Women's Championship
WWE SmackDown Női bajnoki címet 2016. szeptember 11-re, a Battleground-ra hozták létre a SmackDown női roster-nek., ahol az övet először Becky Lynch nyerte meg. A címet 2016 TLC-n Alexa Bliss nyerte el egy asztal meccsben. Később a Becky Lynch ellen védte meg az övét, a legelső női steel cage meccsben.  2019-ben történelmi pillanat volt a női professzionális bírkőzásban, amikor a Wrestlemania 35-öt női meccs main event-elte, aminek tétje a SmackDown & RAW Női bajnoki övek voltak. 2021-ben történt meg az első egy az egy elleni női main event a Wrestlemaniák során, ahol Bianca Belair legyőzte az akkori bajnokot, Sasha Banks-t és mai napig bajnok. A bajnoki címet többen bírtokolták: Becky Lynch, Alexa Bliss, Naomi, Natalya, Charlotte Flair, Carmella, Asuka, Bayley, Sasha Banks, Bianca Belair és Ronda Rousey.

### WWE Women's Tag Team Championship
A WWE Női Csapat bajnoki címeket 2019-ben alkották meg. A legelső bajnok titulus egy Tag Team Elimination Chamber mérkőzésben dőlt el. A Fire & Desire (Mandy Rose & Sonya Deville) kiejtésével végül a Boss n' Hug Connection (Bayley & Sasha Banks) nyerte meg az öveket elsőként. Az öveket csak néhány csapat birtokolta eddig: Boss n' Hug Connection/Golden Role Models (Bayley & Sasha Banks), The Iiconics (Billie Kay & Peyton Royce), Alexa Bliss & Nikki Cross, Kabuki Warriors (Asuka & Kairi Sane), Nia Jax & Shayna Baszler, Charlotte Flair & Asuka, Natalya & Tamina, Rhea Ripley & Nikki A.S.H., Queen Zelina & Carmella, majd Boss n' Glow (Sasha Banks & Naomi) lett az uralkodó. Jelenleg a címeknek nincs gazdája.

## Jelenlegi bajnokok[4]

### RAW
| Bajnoki cím                   | Bajnok        | Hol lett bajnok | Dátum       | Helyszín         | Megjegyzés              |
| ----------------------------- | ------------- | --------------- | ----------- | ---------------- | ----------------------- |
| World Heavyweight Champion    | Gunther       | SummerSlam      | 2024.09.03. |                  | Damian Priest-győzte le |
| Women's World Champion        | Io Sky        | RAW             | 2025.03.03. | Buffalo,New York | Rhea Ripley-t győzte le |
| WWE Intercontinental Champion | Bron Breakker | RAW             | 2024.10.21  |                  | Jey Uso-t győzte le     |

### SmackDown
| Bajnoki cím                | Bajnok            | Hol lett bajnok           | Dátum       | Helyszín        | Megjegyzés               |
| -------------------------- | ----------------- | ------------------------- | ----------- | --------------- | ------------------------ |
| WWE Champion               | Cody Rhodes       | WrestleMania 40           | 2024.04.07. |                 | Roman Reigns-t győzte le |
| WWE Universal Champion     | Cody Rhodes       | Wrestlemania 40           | 2024.04.07. |                 | Roman Reigns-t győzte le |
| WWE Women's Champion       | Tiffany Stratton  | SmackDown                 | 2025.01.03. | Phoenix,Arizona | Nia Jax-t győzte le.     |
| WWE United States Champion | Shinsuke Nakamura | Survivor Serias: WarGames | 2024.11.30. |                 | LA Knight-ot győzte le.  |

### Csapat
| Bajnoki cím                       | Bajnokok                       | Hol lettek bajnokok | Dátum         | Helyszín                 | Megjegyzés                                                                   |
| --------------------------------- | ------------------------------ | ------------------- | ------------- | ------------------------ | ---------------------------------------------------------------------------- |
| Undisputed WWE Tag Team Champions | Finn Bálor és Damian Priest    | Payback             | 2023. 09. 02. | Pittsburgh, Pennsylvania | Kevin Owens-t és Sami Zayn-t győzték le egy Steel City Street Fight meccsen. |
| WWE Women's Tag Team Champions    | Liv Morgan és Raquel Rodriguez | RAW                 | 2025.02.24.   |                          | Bianca Belair és NAOMI elen nyertek.                                         |

### NXT
| Bajnoki cím                 | Bajnok                                    | Hol lett bajnok         | Dátum         | Helyszín               | Megjegyzés                                      |
| --------------------------- | ----------------------------------------- | ----------------------- | ------------- | ---------------------- | ----------------------------------------------- |
| NXT Champion                | Ilja Dragunov                             | No Mercy                | 2023. 09. 30. | Bakersfield,Kalifornia | Carmelo Hayes-t győzte le.                      |
| NXT Women's Champion        | Becky Lynch                               | NXT                     | 2023. 09. 12. | Orlando, Florida       | Tiffany Stratton-t győzte le.                   |
| NXT North American Champion | "Dirty" Dominik Mysterio                  | NXT                     | 2023. 10. 03. | Orlando, Florida       | Trick Williams-t győzte le.                     |
| NXT Heritage Cup            | Noam Dar                                  | NXT: Heatwave           | 2023. 08. 22. | Orlando, Florida       | Nathan Frazer-t győzte le 2-1-es eredménnyel.   |
| NXT Tag Team Champions      | Tony D'Angelo & Channing "Stacks" Lorenzo | The Great American Bash | 2023. 07. 30. | Cedar Park, Texas      | A Gallus-t (Mark Coffey & Wolfgang) győzték le. |

| Esemény                        | Győztes       | Megjegyzés                                                                                                  |
| ------------------------------ | ------------- | --- |
| Royal Rumble férfi 2025        | Jey Uso       | Gunthert hívtak ki.                                                                                         |
| Royal Rumble 2023 (női)        | Rhea Ripley   | Charlotte Flair-t hívta ki a SmackDown Women’s Championship-ért a WrestleManián, és nyert.                  |
| Money in the bank 2023 (férfi) | Damien Priest | Még nem váltotta be táskáját.                                                                               |
| Money In The Bank 2022 (női)   | Iyo Sky       | Sikeresen beváltotta a szerződését a Women’s Championship-ért Bianca Belair ellen, a SummerSlam éjszakáján. |

## Fordítás
- Ez a szócikk részben vagy egészben  a   WWE című angol Wikipédia-szócikk fordításán alapul.  Az eredeti cikk szerkesztőit annak laptörténete sorolja fel. Ez a jelzés csupán a megfogalmazás eredetét és a szerzői jogokat jelzi, nem szolgál a cikkben szereplő információk forrásmegjelöléseként.